# Urbain Wallet
Urbain Edmond Alfred Charles Wallet (Montdidier, Francia, 4 de julio de 1899 - Belloy-sur-Somme, Francia, 9 de diciembre de 1973) fue un futbolista francés que se despeñó como defensor.
Nacido en Montdidier, Somme, pasó toda su carrera en Amiens SC, de 1916 a 1932. Además, participó en 21 partidos oficiales para la selección de fútbol de Francia. Su debut fue el 22 de marzo de 1925 en una derrota amistosa 7-0 ante Italia en Turín. Todas sus participaciones fueron en amistosos, excepto el 29 de mayo de 1928, en una derrota por 4-3 ante Italia en los Juegos Olímpicos de Ámsterdam.
Murió en Belloy-sur-Somme.

## Equipos
| Equipo                         | País    | Años      | PJ | Goles |
| ------------------------------ | ------- | --------- | -- | ----- |
| Amiens SC                      | Francia | 1916-1932 | ?  | ?     |
| Selección de fútbol de Francia | Francia | 1925–1929 | 21 | 0     |